# Крољевец
Крољевец (укр. Кролевець) град је Украјини у Сумској области. Према процени из 2024. у граду је живело 20.000 становника.

## Становништво
Према процени, у граду је 2012. живело 23.667 становника.
| 1979.  | 1989.  | 2001.  | 2012.  |
| ------ | ------ | ------ | ------ |
| 23.804 | 25.962 | 25.183 | 23.667 |